# Senyoria de Mayenne
La senyoria de Mayenne fou una jurisdicció feudal del Maine centrada a Mayenne. Fou marquesat des de 1544 i ducat des de 1573.
La primera casa de Mayenne és en part llegendària i les dades dels seus senyors plens de fabricacions posteriors. En aquell temps les senyories no eren hereditàries i a l'inici del segle xi el comte Folc III Nerra d'Anjou va infeudar Mayenne que havia esdevingut un domini relativament gran i important, a Hamó de Mayenne, tronc de la família dels Juhel, del qual va heretar el seu fill Jofre.
Va passar per tres cases diferents i a la mort de Carles V d'Anjou, comte de Maine, el 1481, el comtat fou incorporat a la corona francesa però la baronia de Mayenne fou cedida al duc Renat II de Lorena. Les possessions franceses foren heretades pel seu fill Claudi mentre el fill Antoni de Lorena rebia Lorena i les possessions a l'imperi. Claudi fou comte de Guisa (1522) comtat elevat a ducat el 1528, i baró de Mayenne, baronia elevada a marquesat el 1544. A la mort d'Enric el 1621 sense descendents, alguns dels seus feus van tornar a la corona però el ducat de Mayenne va pssar a la seva germana Caterina de Mayenne (1585 -1618) que el va aportar a la casa de Gonzaga, ducs de Màntua i de Nevers. El 1654 Carles IV Gonzaga va vendre el ducat de Mayenne al Cardenal Mazzarino. Al final es va extingir i va passar a la casa d'Aumont i finalment els darrers anys a la casa Grimaldi. Aquestos encara tenen entre els seus títols el de duc de Mayenne.

## Llista de senyors, marquesos i ducs
Primera dinastia de Mayenne
- Albert del Maine, fill del comte Gauslí III del Maine, senyor pel dret de la seva dona Melissenda de Mayenne filla del governador del Cotentin.
- Jofre I de Mayenne (915-980), senyor de Mayenne
- Juhel I de Mayenne (940-?), senyor de Mayenne, fundador del castell de Mayenne.
- Hamó de Mayenne vers 1000

Segona dinastia de Mayenne
- Jofre II de Mayenne (1030-1098), baró de Mayenne, senyor de La Chartre-sur-le-Loir.
- Gautier IV de Mayenne (1070-1124), senyor de Mayenne (1114)
- Juhel II de Mayenne (1110-1161), senyor de Mayenne (1120), senyor de Gorron i d'Ambrières
- Jofre IV de Mayenne (1147-1170), senyor de Mayenne (1158)
- Juhel III de Mayenne (1168-1220) senyor de Mayenne i Dinan (1172)

Dinastia d'Avagour
- Alain II d'Avaugour (1235-1272), senyor de Dinan nord, I baró de Mayenne i seigneur d'Avaugour
- Enric III d'Avaugour (1260-1301), comte de Goëlo, senyor de Dinan nord, de Mayenne i d'Avaugour
- Enric IV d'Avaugour (????-1334), comte de Goëlo, senyor d'Avaugour i de Mayenne

Dinastia de Blois
- Carles de Blois (1319-1364), baró de Mayenne i duc de Bretanya
- Lluís I d'Anjou (1339-1384), comte del Maine i baró de Mayenne, casat a Maria de Blois-Châtillon, filla de Carles de Blois, rei titular de Sicília i de Jerusalem, comte de Provence, fill de Joan II el Bo, rei de França i net de Felip VI de Valois
- Lluís II (1377-1417), rei titular de Sicília i de Jerusalem, comte de Provença i Maine, senyor de Mayenne, 1384-1417, fill
- Lluís III (1403-1434), rei titular de Sicília i de Jerusalem, comte de Provença i Maine, senyor de Mayenne, 1417-1434, fill
- Carles IV (1414-1472), germà, rei titular de Sicília i de Jerusalem, comte de Provença i Maine, senyor de Mayenne, 1434-1472, fill
- Carles V (1436-1481), rei titular de Sicília i de Jerusalem, comte de Provença i Maine, senyor de Mayenne, 1472-1481, fill

Dinastia de Lorena
- Renat II de Lorena (1451-1508), comte de Vaudémont, etc. (1470) duc de Lorena (1473) i de Bar (1480), etc..baró de Mayenne 1481-1508.
- Claudi I de Guisa (o Claudi de Lorena, 1496-1550), comte d'Aumale, baró d'Elbeuf i de Mayenne (1508), comte de Guisa, després duc de Guisa (1528) i marquès de Mayenne (1544) de Mayenne
- Francesc I de Guisa (1520-1563), fill gran, 2n duc de Guisa, marquès de Mayenne
- Claudi II d'Aumale (1526–1573), germà, comte i des de 1547 duc d'Aumale, marquès de Mayenne 1563-1573
- Carles II de Mayenne, comte d'Aumale i marquès de Mayenne 1573-1611, fill de Francesc I, fet duc de Mayenne i comte del Maine el 1573
- Enric de Mayenne (1578-1621), fill, duc de Mayenne, d'Aiguillon (1599), marquès de Villars, comte du Maine, de Tenda, de Sommerive, par de França.

Casa de Gonzaga
- Carles III (1609 - 1631), duc de Mayenne 1621-1631 i de Rethel par cortesia (Carles IV, 1595-1637), fill de Carles I de Màntua i de Caterina de Mayenne, casat a Maria de Màntua (1609 - 1660)
- Ferran (1610 -1632), duc de Mayenne, germà 1631-1632 :
- Carles IV (1629 - 1665), duc de Mayenne 1632-1654, de Nevers (Carles IV, 1637-1659) i de Rethel (Carles V, 1637-1659), segon príncep d'Arches (Carles II, 1637-1665), duc de Màntua i de Montferrat (Carles II, 1637-1665) fill de Carles III i de Maria de Gonzaga, casat el 1649 a Isabel d'Habsburg (1629 -1685)

Casa de Mazzarino
- Juli Mazzarino (1602 - 1661), cardenal, primer ministre de Lluís XIV, 1654-1661
- Hortènsia Mancini, duquessa de Rethel i de Mayenne, neboda, filla de Miquel Mancini i de Girolama Mazarini (germana de Juli Mazzarino), casada el 1661 amb Armand Carles de la Porte (1632 1713), duc de la Meilleraye, separada el 1666, duquessa 1661-1699
- Pau Juli de la Porte (1666 1731), duc de Rethel, de Mayenne i de la Meilleraye, 1699-1731, fill, casat en primeres noces el 1685 amb Carlota Felicitat de Durfort (mort el 1730); casat en segones noces el 1731 amb Francesca de Mailly (1688 1742)
- Pau de la Porte (1701 - 1738), duc de Rethel, de Mayenne i de la Meilleraye 1731-1738, fill (amb la primera dona), casat el 1716 amb Lluïsa Francesca de Rohan (1695 - 1755)

Carlota Antonieta de la Porte (1719 - 1735), filla hereva, casada el 1733 amb Manel Fèlix de Durfort, duc de Duras (1715 1789)
- Lluïsa Joana de Durfort (1735 1781), duquessa de Rethel, de Mayenne i de la Meilleraye 1738-1781, filla de Manel Fèlix i Carlota Antonieta, casada el 1747 a Lluís d'Aumont (1732 1799), duc d'Aumont
- Lluïsa d'Aumont (1759 - 1826), duquessa de Rethel, de Mayenne i de la Meilleraye 1781-1789, filla, casada el 1771 amb Honorat IV Grimaldi príncep de Mònaco (1758 - 1819), divorciada el 1798.